# REGNO

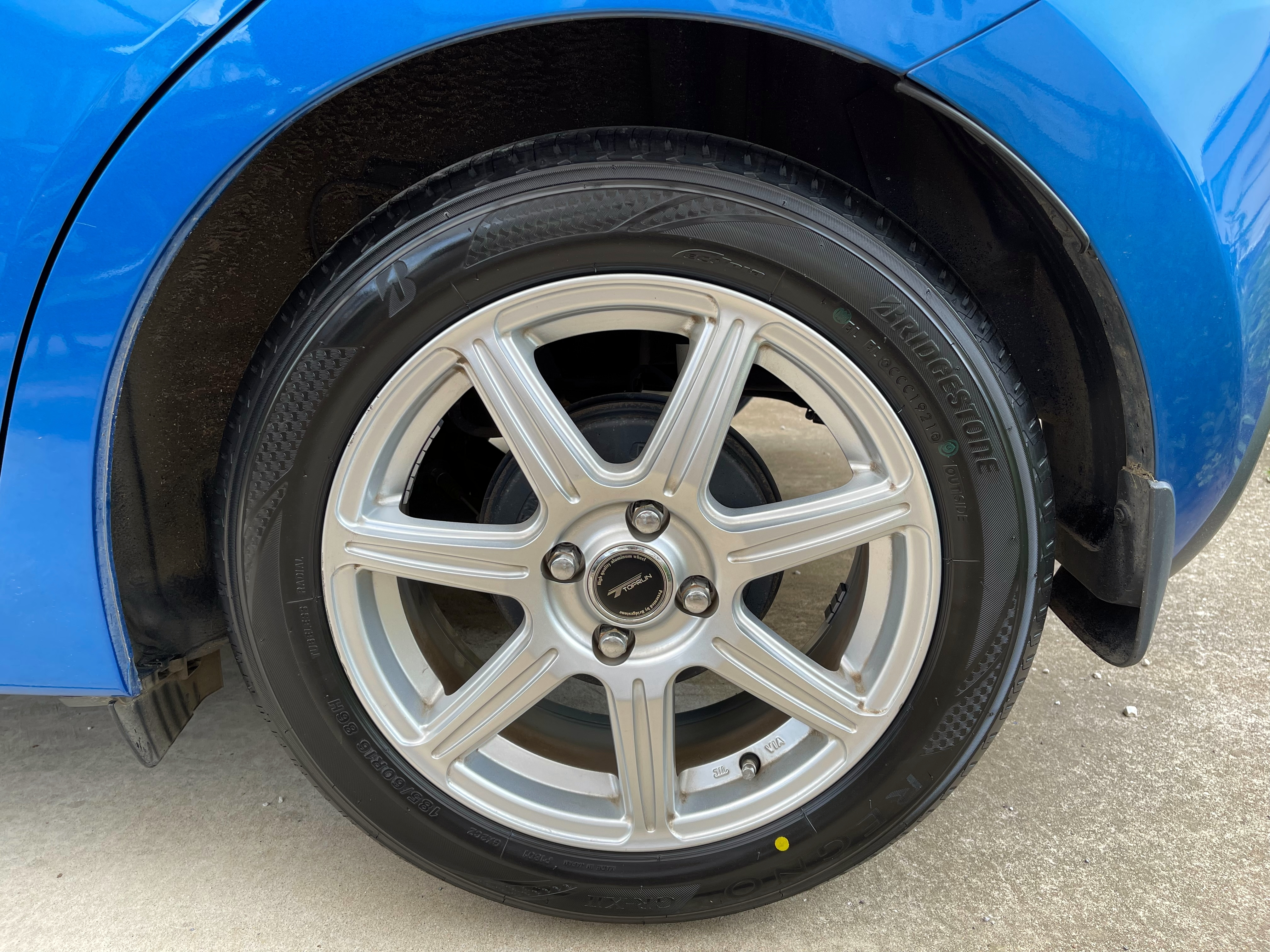
REGNO GR-XII（マツダ・デミオ）

REGNO（レグノ）とはブリヂストンが販売するフラッグシップタイヤブランド名称。ラテン語で王者という意味がある。競合モデルはミシュランの「Primacy」シリーズ、住友ゴムのダンロップ「VEURO」横浜ゴムの「ADVAN dB」などである。

## 概要
ブリヂストンのフラッグシップタイヤブランド。
日本の工場で生産が行なわれている。
1981年（昭和56年）販売開始。
静粛性能と運動性能や安全性能を高次元で両立することを目標に開発されている。GRには「GREAT BALANCE-REGNO」と言う意味がある。
また、GR-XTからは耐摩耗性を確保しタイヤを長持ちさせることや、転がり抵抗を抑え低燃費タイヤの基準に適合させる等、従来のプレミアムタイヤでは軽視されてきた環境性能を高めることにも重点を置いている。
快適性能だけでなくコーナリング等の運動性能にも重点を置いているため、競合モデルのミシュラン「Primacy」等と比べるとタイヤが固めの印象を受けることが多い。

## 販売中のもの
- REGNO GR-XIII - GR-XIIの後継タイヤ。
- REGNO GR-XII
- REGNO GRV II - ミニバン専用。低燃費仕様。
- REGNO GR-Leggera - 軽自動車専用。

## 過去に販売していたもの

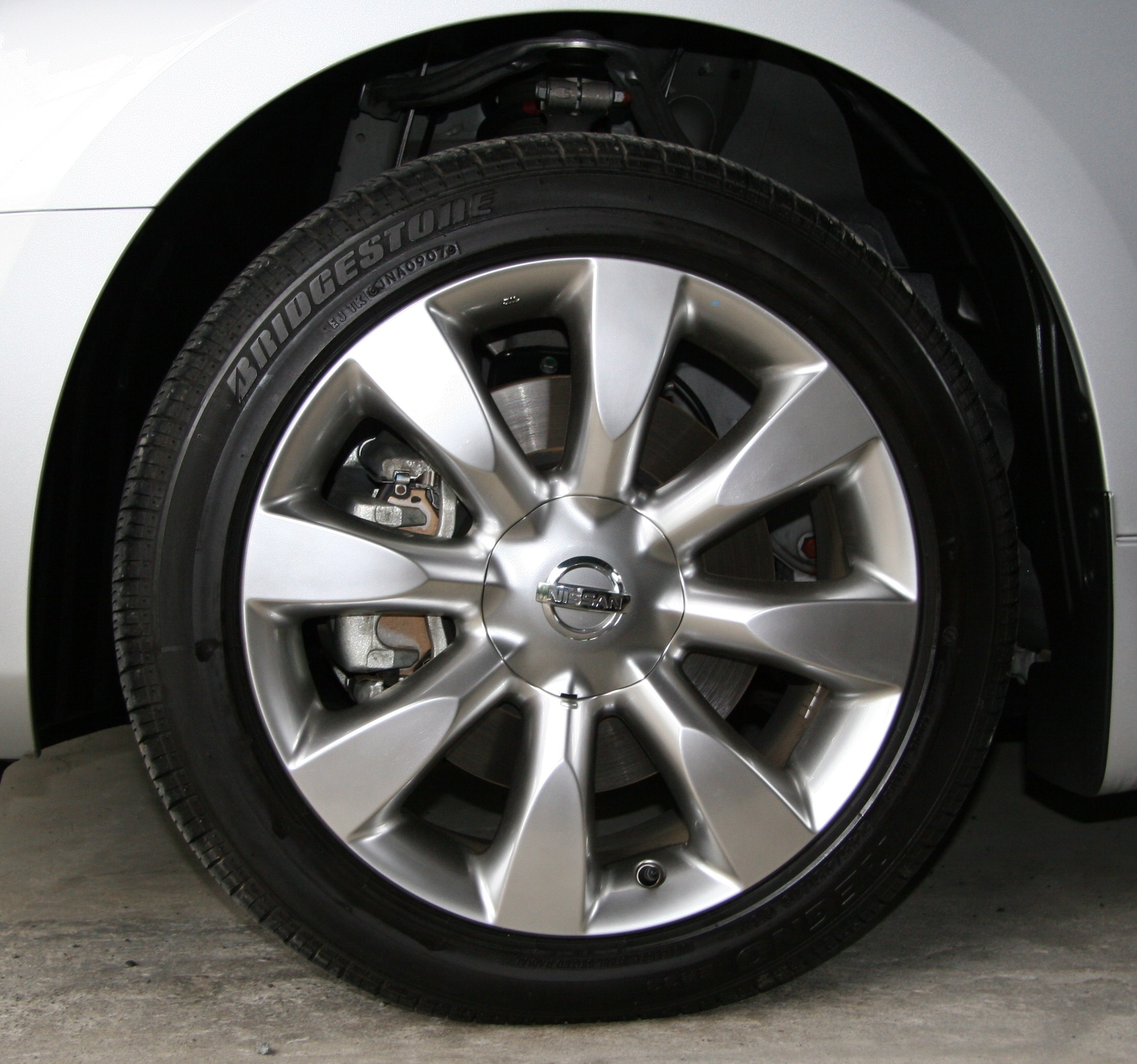
REGNO ER33（日産・フーガ）

- REGNO GR01
- REGNO GR02
- REGNO GR03
- REGNO GR04
- REGNO GR05
- REGNO GR11
- REGNO GR13
- REGNO VS51
- REGNO GR600
- REGNO GR650
- REGNO GR700
- REGNO GR600E
- REGNO GR650E
- REGNO ER50
- REGNO GR-5000
- REGNO ER55
- REGNO GR-7000
- REGNO GR-8000
- REGNO GR-9000
- REGNO GR-XT
- REGNO GR-XI

## キャッチフレーズ
- レグノ。行動の美学。
- GREAT BALANCE-REGNO
- ディープだ。
- REGNO FEEL
- FOR PRESTIGE REGNO
- LISTEN REGNO
- ビリーブ、レグノ。
- ONLY REGNO
- 進化するプレミアム
- 「レグノ・エンブレム」〜静かなる・走りの正統〜
- REGNO FEELING

## CMキャラクター
- ショーン・コネリー - 1981年 - 1983年まで出演。CMナレーションは彼の吹き替えを担当している若山弦蔵だった。
- 綾瀬はるか - GR-Leggera（2016年）